# Paryphodes madela
Paryphodes madela är en tvåvingeart som beskrevs av Charles Howard Curran 1928. Paryphodes madela ingår i släktet Paryphodes och familjen bredmunsflugor.
Artens utbredningsområde är Kongo. Inga underarter finns listade i Catalogue of Life.